# Hirundo dimidiata
Hirundo dimidiata là một loài chim trong họ Hirundinidae.